# رون روزنباوم
رون روزنباوم (بالإنجليزية: Ron Rosenbaum)‏ هو كاتب وصحفي أمريكي، ولد في 27 نوفمبر 1946 في نيويورك في الولايات المتحدة.